# 2ボル式
2ボル式（にボルしき、朝: 두벌식）は、ハングルのキー配列の1つ。『ボル』は朝鮮語で『セット(服一式)』の意味がある。右側に母音が、左側に子音が、配置されている。

## 概要
旧来の機械式ハングルタイプライター（『ハンタ』と呼ばれた）は、初声の子音と終声の子音を異なる位置に打刻する関係から、別々のキーに割り振る3ボル式（朝: 세벌식）が使用されていた。その後、1980年代に韓国でコンピュータが普及すると、機械的な制約がなくなることから、キー配列を簡素化した2ボル式が考案され、3ボル式に比べ習得が楽なこともあり、韓国でのハングル入力は2ボル式が標準になった。2ボル式は韓国産業標準 KS X 5002（古い番号では KS C 5715）として規格化されている。
また北朝鮮でも2ボル式が主流である。ただし、韓国におけるキー配列とは異なる。

入力は3ボル式の方が早いため、職業タイピストなどは3ボル式を使用する者もいる。

## キー配列
ハングルの字母は母音と子音を合わせても24種類しかなく、2ボル式ではアルファベットのキー位置に全ての字母が割り当てられている。余った2つのキーには「え」の音の合成母音（ㅐとㅔの2種類ある）が割り当てられる。原則として左手で子音、右手で母音を打つようになっているが、「ㅠ」のように左手側にはみ出した母音がある。2打から5打でハングル1文字が入力できる。
Windows用の朝鮮語キーボードは101英語キーボードに「한/영（ハン/英）」キーと「한자（漢字）)」キーが追加され、ハングル入力の切り替えと漢字の単漢字変換が行えるようになっている。キーボードに刻印が無いものの、英語用の101キーボードでも問題なく入力は行える（ハングルの切り替えは右Altキーで、漢字変換は右Ctrlで行う）。